# Barton Highway
Der Barton Highway ist eine Fernverkehrsstraße im Südosten des australischen Bundesstaates New South Wales und im Norden des Australian Capital Territory. Sie verbindet den Hume Highway nordöstlich von Yass mit dem Federal Highway und der Northbourne Avenue (die zum Kings Highway und zum Monaro Highway führt) in der australischen Hauptstadt Canberra.

## Geschichte
Die Fernstraße ist nach Edmund Barton, dem ersten Premierminister Australiens, benannt.
Ursprünglich führte die Straße mitten durch Yass, heute wird die Stadt umfahren. Das alte Teilstück wird Yass Valley Way genannt. Da die Anzahl der Berufspendler zwischen Yass und Canberra in den letzten Jahren stark zugenommen hat, soll der Barton Highway zu einer autobahnähnlichen Verbindung ausgebaut werden.

## Verlauf
Rund 10 km nordöstlich von Yass zweigt der Barton Highway vom Hume Highway (N31), der Hauptverbindungsstraße von Sydney nach Melbourne, nach Süden ab. 5 km weiter südlich kreuzt er den Yass Valley Way. Kurz vor der Siedlung Hall überquert er die Grenze in das Australian Capital Territory. Im Norden von Canberra trifft die Straße auf den Federal Highway (N23) und endet dort. Nach Süden führt die Northbourne Avenue (R23) weiter zum Stadtzentrum Carberras.